# Joe Haley
Joe Haley, född 16 oktober 1913, död maj 1997, var en friidrottare från Kanada. Han deltog vid olympiska sommarspelen 1936.